# Pulau Solor
Pulau Solor är en ö i Indonesien.   Den ligger i provinsen Nusa Tenggara Timur, i den sydöstra delen av landet, 1 800 km öster om huvudstaden Jakarta. Arean är 224 kvadratkilometer.
Terrängen på Pulau Solor är kuperad. Öns högsta punkt är 863 meter över havet. Den sträcker sig 21,0 kilometer i nord-sydlig riktning, och 32,9 kilometer i öst-västlig riktning.